# War Paint

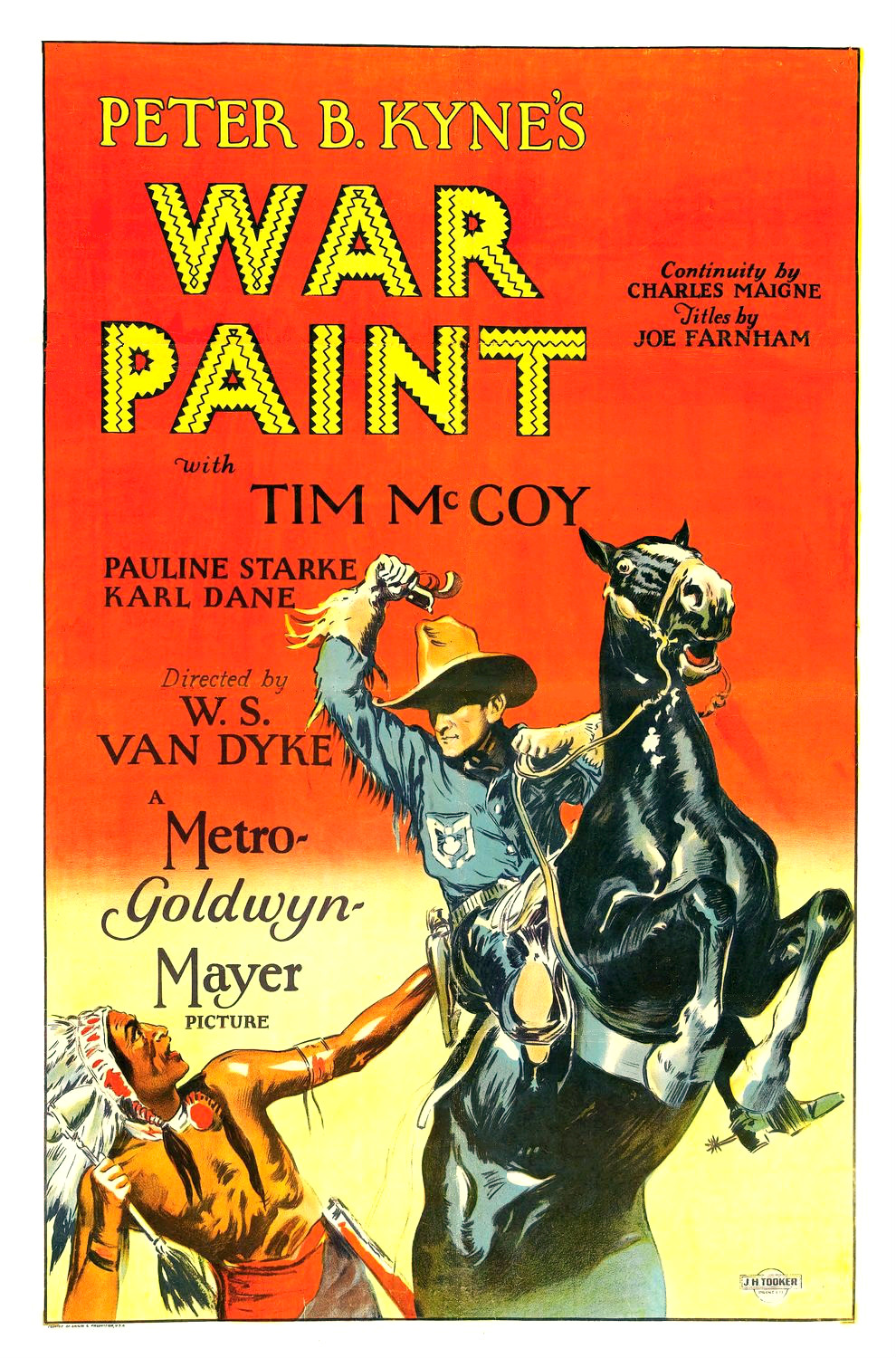
Affiche du film.

Pour le film War Paint de 1953, voir La Loi du scalp.
War Paint est un western américain réalisé par W. S. Van Dyke et sorti en 1926. Il a été tourné dans une réserve indienne au Wyoming, avec comme acteur principal le Colonel Tim McCoy, ancien militaire dans cet état, qui prétendait savoir communiquer avec les indiens grâce à la langue des signes.

## Synopsis
Un chef indien des Arapahoe s'échappe de la réserve où il a vécu, et emmène avec lui quelques-uns de ses guerriers. La cavalerie est appelée pour les retrouver.

## Fiche technique
- Réalisation : W. S. Van Dyke
- Scénario : Charles Maigne d'après War Paint de  Peter B. Kyne
- Photographie : Clyde De Vinna
- Genre : Western
- Distributeur : Metro-Goldwyn-Mayer
- Durée: 6 bobines[2]
- Date de sortie :
  - États-Unis : 10 octobre 1926

## Distribution
- Tim McCoy : Lt. Tim Marshall
- Pauline Starke : Polly Hopkins
- Charles K. French : Maj. Hopkins
- Chief Yowlachie : Iron Eyes
- Whitehorse :a White Hawk
- Karl Dane : Petersen